# 상공회의소

일본 사이타마 상공회의소 청사

상공회의소(商工會議所)는 상공업의 개선 · 발전을 목적으로 시 등 일정 지역의 상공업에 의해 조직되는 자유 회원제 공익 경제 단체이다.

## 개요
상공회의소에서는 의견의 공표 · 진언 · 건의 조사 연구, 증명 · 감정 · 검사 기술과 기술의 보급 · 검정 거래의 중개 · 알선, 무역 진흥 등을 실시한다.
상공회의소의 기원은 1599년에 프랑스 마르세유에 조직된 상공회의소로 알려져 있다.

## 같이 보기
대한상공회의소